# Hollywood Monster
Hollywood Monster ist ein deutscher Spielfilm von Roland Emmerich. Die Fantasykomödie kam am 25. Juni 1987 in die Kinos des deutschsprachigen Raumes.

## Handlung
Die zwei Jungregisseure Fred und Warren hoffen auf den Durchbruch, als sie vom Opa Warrens eine Uhr erben. Der in dieser wohnende Geist des alten Butlers erzählt von einem im alten Haus des Ahnen verborgenen Schatz. Dieser wird allerdings streng bewacht, zudem soll das Gebäude für einen Film gesprengt werden. Unter vielen Mühen gelingt schließlich der Coup, das Haus und den Schatz gegenüber dem gierigen Filmproduzenten zu retten.

## Kritik
Das Lexikon des internationalen Films sah einen „mit handwerklich eigentlich hübschen Tricks vollgestopfte(n) Film, dem aber jeder Sinn für Spannung fehlt. Miserabel inszeniert und gespielt.“ Auch Kino.de urteilt ähnlich, denn „vermutlich als Hommage an das Horror-Kino gedacht, zeichnet sich die verworrene Handlung vor allem durch einen Mangel an Spannung und Humor aus“. Allenfalls Paul Gleason verdiene für seine Leistung in der Rolle des Bösewichts ein Lob.